# Lissonota crudeta
Lissonota crudeta là một loài tò vò trong họ Ichneumonidae.